# Bromelia antiacantha
Espèce
Classification phylogénétique
Bromelia antiacantha est une espèce de plantes à fleurs de la famille des Bromeliaceae, originaire d'Amérique tropicale et présente au Brésil et en Uruguay.

## Synonymes
- Agallostachys antiacantha (Bertol.) Beer[1] ;
- Agallostachys commeliniana (de Vriese) Beer[1] ;
- Bromelia commeliniana de Vriese[1] ;
- Bromelia sceptrum Fenzl ex Hügel[1] ;
- Hechtia longifolia Baker[1].

## Distribution
L'espèce se rencontre à l'est et au sud du Brésil et en Uruguay.

## Description
L'espèce est hémicryptophyte.